# Israel Aerospace Industries Ltd.
Israel Aerospace Industries Ltd. (IAI) (en hebreu: התעשייה האווירית לישראל) és una empresa aeroespacial israeliana que produeix sistemes aeronàutics per a ús civil i militar. L'empresa tenia 14.000 empleats en 2005. A més de la construcció d'avions militars, IAI també construeix avions civils com el IAI Westwind i és l'encarregada del manteniment dels avions civils i militars, que han estat comprats per Israel a altres països. IAI produeix diversos sistemes de míssils i aviònica.

## Productes

### Aviació
- IAI Westwind - Avió de negocis de reacció
- IAI Kfir - Caça de reacció.
- IAI Nesher - Caça de reacció.
- IAI Dagger - Una millora de l'avió de caça IAI Nesher.
- IAI Arava - Avió de transport militar STOL
- Rafael Python 5 míssil aire-aire
- Millora del: F-15, F-16 i MiG-21.
- Millora de l'helicòpter Sikorsky CH-53 Sea Stallion
- Millora de l'aviònica de l'helicòpter armat Kamov Ka-50 Erdogan
- IAI Phalcon - Alerta primerenca i control aerotransportat

### Vehicles Aeris no tripulats (VANT)

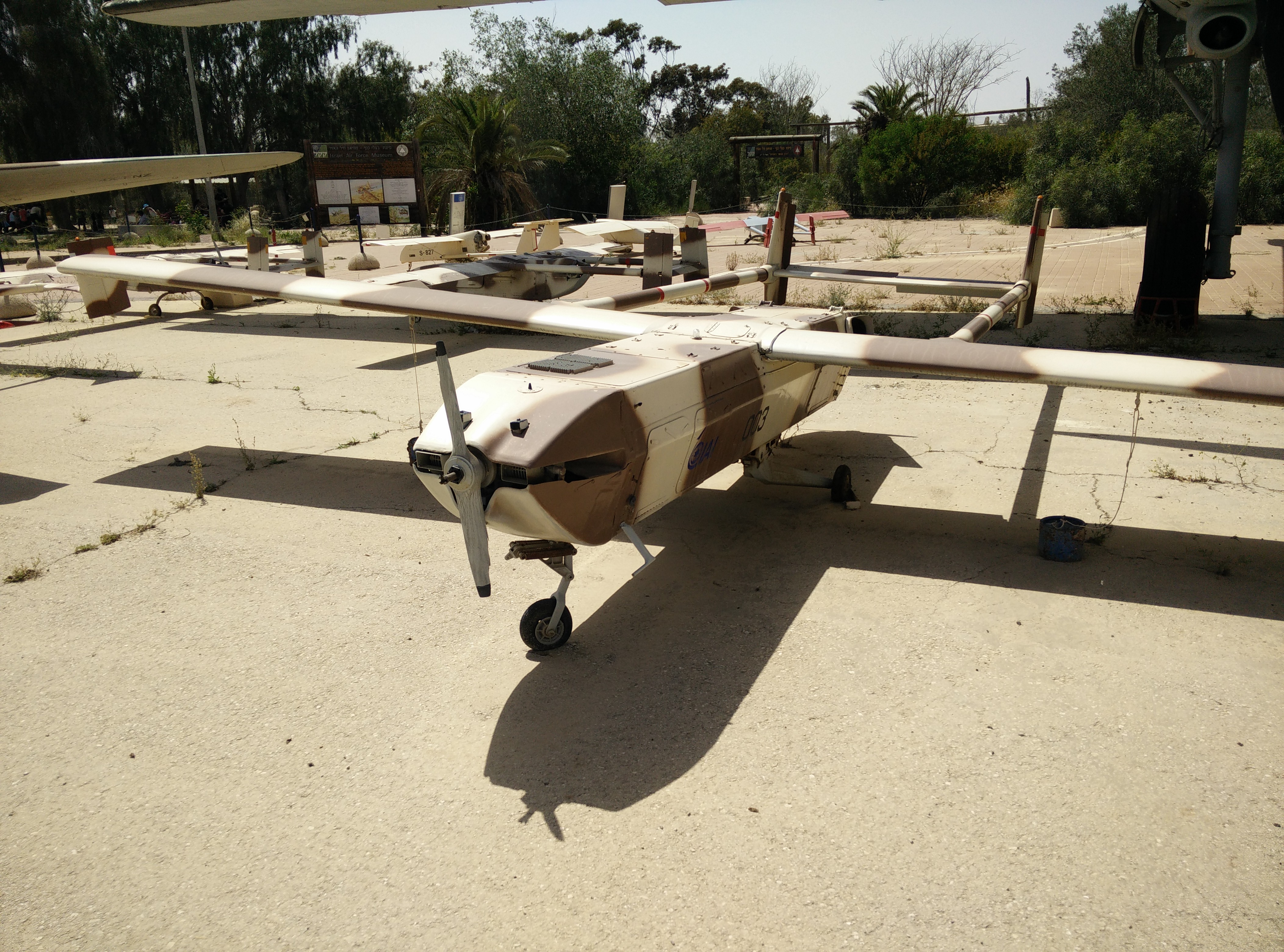
IAI RQ-5 Hunter.

- IAI Pioneer (fabricat conjuntament amb els Estats Units)
- IAI RQ-5 Hunter (fabricat conjuntament amb els Estats Units)
- IAI Heron
- IAI Harop
- IAI Harpy
- IAI Ranger
- IAI Scout
- IAI Searcher
- IAI Skylite

### Sistemes de Defensa Terrestre
- Buldòzer IDF D9 Doobi
- Míssil antitancs IMI Nimrod (fabricat conjuntament amb Israel Military Industries)
- Míssil antitancs IMI Lahat (fabricat conjuntament amb Israel Military Industries)

### Sistemes Navals
- Míssil Gabriel - Míssil antivaixell
- Super Dvora Mk-III - Llanxa ràpida d'atac

### Sistemes Aerospacials
- Satèl·lits - EROS, Amos i Ofeq
- Arrow - Míssil Antibalístic
- Shavit - Vehicle de llançament